# Microchilus weberianus
Microchilus weberianus är en orkidéart som först beskrevs av Leslie Andrew Garay, och fick sitt nu gällande namn av Paul Ormerod. Microchilus weberianus ingår i släktet Microchilus och familjen orkidéer. Inga underarter finns listade i Catalogue of Life.